# Ana María Rodríguez (escritora)
Ana María Rodríguez (Buenos Aires, 27 de fevereiro de 1958) é uma escritora estadounidense que se especializa na ciência e a saúde infantil. O seu livro Edward Jenner: Conqueror of Smallpox (Edward Jenner: o conquistador da varíola) foi incluído no livro 2006 Best Books list of Science Books & Filmes (Melhores livros e filmes científicos de 2006), uma publicação da Associação Estadounidense para o Avanço da Ciência.
Às vezes escreve-se baixo o pseudónimo de Mariana Relós.

## Biografia
Ana María Rodríguez nasceu a 27 de fevereiro de 1958 na cidade de Buenos Aires (capital de Argentina), e cresceu na cidade de Caracas (capital de Venezuela).
Em 1979 obteve uma licenciatura em Biologia na Universidade Simón Bolívar,
em 1982 um mestrado em Biologia no Instituto Venezuelano de Investigações Científicas e um Ph.D em Biologia e Inmunologia do Instituto Venezuelano de Investigações Científicas.
Em 1987 mudou-se a Estados Unidos, onde realizou estudos posdoutorais no Centro Médico Sudoeste, dependente da Universidade de Texas na cidade de Dallas, e na Centro Médico da Universidade de Texas, em Galveston (estado de Texas).

## Carreira
Após completar a sua educação, Rodríguez ensinou estudantes universitários e também trabalhou como científica voluntária no programa infantil Ciência por Correio, no Museu da Ciência (em Boston.
Em 1995 começou a tomar cursos por correspondência de escritura para meninos do Institute of Children’s Literature (Instituto de Literatura Infantil) em West Redding (estado de Connecticut).
Em 1999 completou seu segundo curso, e nesse mesmo ano dedicou-se a escrever a tempo completo.
O primeiro artigo de Rodríguez, «The Kids Who Fought Smallpox» (‘Os meninos que lutaram contra a varíola’), se publicou na edição de maio de 2000 da revista Highlights for Children (‘o mais destacado para os meninos’) com o pseudónimo Mariana Relos. Ganhou o prêmio ao melhor artigo de Highlights.
Em 2001, Rodríguez completou um terceiro curso no Instituto de Literatura Infantil, e em 2003 passou a fazer parte do corpo docente da escola.
Nesse mesmo ano, publicou seu primeiro livro para meninos, Fires (‘incêndios’). [3]

## Vida pessoal
Rodriguez vive com seu esposo e seus dois filhos em Houston (estado de Texas).

## Obras publicadas
Rodriguez Tem escrito muitos livros:
o principal livro editado por ela foi em inglês, chamado The Kids who fought smallpox, este relato nos fala da família real espanhola no século XIX ac
- Fires – Great Disasters (192 págs.). Lucent Press, 2003. Greenhaven Press, 2004.[3]
- Edward Jenner: Conqueror of Smallpox. Enslow Publishers, 2006.[4]
- A Day in the Life of the Brain (111 págs.). Chelsea House, 2006.[5]
- Bicycles: Math in Motion. Pearson Learning, 2007.
- Get Fit!. Pearson Learning, 2007.
- Autism and Asperger Syndrome (128 págs.). Twentyfirst Century Books, 2008.[6]
- Secret of the sleepless whales... and more! (48 págs.). Enslow Publishers (Animal Secrets Revealed!), 2008.[7]
- Secret of the bloody hippo... and more! (48 págs.). Enslow Publishers (Animal Secrets Revealed!), 2008.[8]
- Secret of the puking penguins... and more! (48 págs.). Enslow Publishers (Animal Secrets Revealed!), 2008.[9]
- Secret of the suffocating slime trap... and more! (48 págs.). Enslow Publishers (Animal Secrets Revealed!), 2008.[10]
- Secret of the plant-killing ants... and more! (48 págs.). Enslow Publishers (Animal Secrets Revealed!), 2008.[11]
- Secret of the singing mice... and more! (48 págs.). Enslow Publishers, 2008.
- Autism Spectrum Disorders (128 págs.). Twentyfirst Century Books, 2011.[12]
- Polar bears, penguins and other misterious animals of the extreme cold. Enslow Publishers, 2012.[13]
- Austen, Jane [1813]: Pride and Prejudice (500 págs.). Ana María Rodríguez (tradutora). Penguin Clássicos (Lifetime Library), junho de 2015.[14]
- Harmon, Choon-Ok Jade; e Ana María Rodríguez: Iron Butterfly, the eBook: Memoir of a Martial Arts Master (224 págs.). Pelican Publishing Company, 2011.[15]
- Harmon, Choon-Ok Jade; e Ana María Rodríguez: The Iron Butterfly (224 págs.). Pelican Publishing Company, 2011.[16]
- Leatherback Turtles, Giant Squids, and Other Mysterious Animals of the Deepest Sejas (48 págs.). Enslow Publishers, 2012[17]
- Gray Foxes, Rattlesnakes, and Other Mysterious Animals of the Extreme Deserts (48 págs.). Enslow Publishers, 2012.[18]
- Vampire Bats, Giant Insects, and Other Mysterious Animals of the Darkest Caves (48 págs.). Enslow Publishers, 2012.[19]

Ana María tem publicado mais de 80 artigos em revistas infantis como
Highlights for Children,
Yes Mag: Canada’s Science Magazine for Kids,
KNOW,
SuperScience, e
Current Health.
Escreveu 20 artigos em revistas científicas.

## Prêmios
Dois dos seus livros têm recebido um Prêmio de Honra da School Librarians International (Associação Internacional de Bibliotecários de Escolas),
um em 2008, por Secret of the sleepless whales and more (‘o segredo das baleias insomnes, e mais’),
e outro em 2009, por Secret of the puking penguins and more (‘o segredo dos pingüinos vomitadores, e mais’).
Ganhou o prêmio «Highlights for Children History Feature of the Year Award 2000» (prêmio ao melhor artigo da revista Highlights for Children). por seu artigo «The kids who fought smallpox» (‘Os meninos que lutaram contra a varíola’).